# Ferrovia Circumetnea
Ferrovia Circumetnea – regionalna wąskotorowa linia kolejowa (rozstaw szyn: 950 mm) we wschodniej Sycylii, okrążająca wulkan Etna. Budowę pierwszego odcinka Catania Borgo – Adernò rozpoczęto w 1889, a do użytku został on oddany w 1895
Linia ma około 110 km długości i zatacza prawie pełny okrąg wokół wulkanu Etna. Początkowa stacja znajduje się w Katanii (stacja Catania Borgo), a końcowa w miejscowości Riposto, około 28 km na północny wschód od Katanii. Przejazd bez przesiadek zajmuje około 3 godzin.
Przez kilkadziesiąt lat początkową stacją kolei była Catania Porto, w południowej części miasta. Od 1999 około 4-kilometrowy odcinek Porto – Borgo przeniesiono pod ziemię, tworząc w ten sposób linię nowego metra, zaś kolej Circumetnea startuje od stacji Borgo.
Zarówno metro katańskie, jak i kolej Circumetnea, obsługiwane są przez przewoźnika o tej samej nazwie – Ferrovia Circumetnea (w skrócie FCE).